# Daniel Janevski
Daniel Mathias Knut Janevski, född 3 oktober 1992, är en svensk fotbollsspelare som spelar för norska Mjøndalen IF.

## Karriär
Janevskis moderklubb är Lundby IF. Han spelade därefter ungdomsfotboll för BK Häcken. Janevski var med och vann JSM-guld 2011, där Kalmar FF besegrades i finalen med 4–1.
I mars 2012 värvades Janevski av division 1-klubben FC Trollhättan. I november 2014 värvades han av IK Oddevold.
I oktober 2016 värvades Janevski av GAIS, där han skrev på ett tvåårskontrakt. Janevski debuterade i Superettan den 2 april 2017 i en 0–0-match mot Norrby IF. Den 20 december 2018 värvades Janevski av Degerfors IF, där han skrev på ett tvåårskontrakt. Janevski spelade 19 ligamatcher och gjorde ett mål under säsongen 2020, då Degerfors IF blev uppflyttade till Allsvenskan. I december 2020 förlängde han sitt kontrakt i Degerfors med ett år.
Den 31 augusti 2021 värvades Janevski av norska Mjøndalen IF.